# Cape Canaveral
Cet article concerne la ville. Pour le cap, voir Cap Canaveral.
Cape Canaveral est une ville du comté de Brevard en Floride, États-Unis. La population était estimée à 9 912 habitants en 2010.
Le cap Canaveral, et par extension la base de lancement de Cap Canaveral, se trouvent à proximité, simplement séparée par Port Canaveral situé au nord de la ville.

## Démographie
| 1970  | 1980  | 1990  | 2000  | 2010  | - |
| ----- | ----- | ----- | ----- | ----- | - |
| 4 258 | 5 733 | 8 014 | 8 829 | 9 912 | - |